# Lügde
Lügde es una ciudad en el distrito de Lippe, Renania del Norte-Westfalia, Alemania, de aproximadamente 11,000 habitantes. El primer escrito de Lügde aparece en el 784, en los anales del Imperio Franco, cuando Carlomagno visitó la aldea durante las guerras sajonas. Durante esta guerra, Carlomagno celebró su primera Navidad en Sajonia en Lügde, y el sitio se convirtió en el lugar de la primera iglesia que se construyó en Sajonia. La iglesia gótica fue reconstruida en el siglo XII y sigue en pie hoy en día. La iglesia es conocida como la iglesia de San Kilian.